# Liste von Kraftwerken in Ägypten
Die Kraftwerke in Ägypten werden sowohl auf einer Karte als auch in Tabellen (mit Kennzahlen) dargestellt. Die Liste ist nicht vollständig.

## Installierte Leistung und Jahreserzeugung
Im Jahr 2016 lag Ägypten bzgl. der installierten Leistung mit 45,12 GW an Stelle 23 und bzgl. der jährlichen Erzeugung mit 183,5 Mrd. kWh an Stelle 22 in der Welt. Der Elektrifizierungsgrad lag 2013 bei 99,6 % (100 % in den Städten und 99,3 % in ländlichen Gebieten).
Die installierte Gesamtleistung aus erneuerbaren Energien wurde im Mai 2019 mit 6 GW angegeben, darunter etwa 2 GW aus Wind und Solar und ca. 4 GW aus Wasserkraft. 2022 hatten die erneuerbaren Energien eine Gesamtleistung von 6,32 GW, davon 2,83 GW aus Wasserkraft, 1,64 GW aus Wind und 1,72 GW aus Photovoltaik.

## Karte
| Abu Qir |

| Abu Sultan |

| Assuan (Alt) |

| Assuan (Neu) |

| At |

| At |

| Ban |

| Benban |

| Bur |

| C N |

| C W |

| Cairo South |

| Damietta |

| Dam W |

| El-Atf |

| El Dabaa |

| El Kuriemat |

| Esna |

| Giza |

| Nag Hammadi |

| Nubaria |

| Oyoun |

| Port Said |

| Sha |

| Sh |

| Sidi Krir |

| Suez Gulf |

| Talkha |

| Tebbin |

| Walidia |

| 6 Oct |

## Kalorische Kraftwerke
| Name des Kraftwerks | Inst. Leistung (MW) | Typ                   | Status     |
| ------------------- | ------------------- | --------------------- | ---------- |
| Abu Qir             | 2.211               | Erdgas, Schweröl      | in Betrieb |
| Abu Sultan          | 0.600               | Erdgas, Schweröl      | in Betrieb |
| Ataka               | 0.900               | Erdgas, Schweröl      | in Betrieb |
| Banha               | 0.750               | GuD                   | in Betrieb |
| Beni Suef           | 4.800               | GuD                   | in Betrieb |
| Burullus            | 4.800               | GuD                   | in Betrieb |
| Cairo North         | 1.500               | GuD                   | in Betrieb |
| Cairo South         | 0.615               | GuD                   | in Betrieb |
| Cairo West          | 1.360               | Erdgas, Schweröl      | in Betrieb |
| Damietta            | 1.700               | GuD                   | in Betrieb |
| Damietta West       | 0.750               | GuD                   | in Betrieb |
| El-Atf              | 0.750               | GuD                   | in Betrieb |
| El Kuriemat         | 2.800               | GuD                   | in Betrieb |
| Giza North          | 2.250               | GuD                   | in Betrieb |
| Hurghada            | 0.431               | Erdgas, Schweröl      | in Betrieb |
| New Capital         | 4.800               | GuD                   | in Betrieb |
| Nubaria             | 2.250               | GuD                   | in Betrieb |
| Oyoun Moussa        | 0.640               | Erdgas, Schweröl      | in Betrieb |
| Port Said           | 0.682               | Erdgas                | in Betrieb |
| Shabab              | 1.000               | Erdgas                | in Betrieb |
| Shoubra El-Kheima   | 1.260               | Erdgas, Schweröl      | in Betrieb |
| Sidi Krir           | 2.072               | Erdgas, Schweröl, GuD | in Betrieb |
| Suez Gulf           | 0.682               | Erdgas                | in Betrieb |
| Talkha              | 0.750               | GuD                   | in Betrieb |
| Tebbin              | 1.400               | Erdgas, Schweröl      | in Betrieb |
| Walidia             | 0.624               | Schweröl              | in Betrieb |
| 6 October           | 0.600               | GuD                   | in Betrieb |

## Kernkraftwerke
| Name des Kraftwerks | Block   | Inst. Leistung (MW) | Typ       | Status |
| ------------------- | ------- | ------------------- | --------- | ------ |
| El Dabaa            | 1 bis 4 | 4.800               | WWER-1200 | im Bau |

## Solarkraftwerke
| Name des Kraftwerks | Inst. Leistung (MWp) | Typ          | Status     |
| ------------------- | -------------------- | ------------ | ---------- |
| Benban              | 1.650                | Photovoltaik | in Betrieb |

## Wasserkraftwerke
| Name des Kraftwerks | Inst. Leistung (MW) | Fluss | Status     |
| ------------------- | ------------------- | ----- | ---------- |
| Assuan (Alt)        | 0.592               | Nil   | in Betrieb |
| Assuan (Neu)        | 2.100               | Nil   | in Betrieb |
| Ataqa               | 2.400               |       | geplant    |
| Esna                | 0.086               | Nil   | in Betrieb |
| Nag Hammadi         | 0.064               | Nil   | in Betrieb |

## Windenergieanlagen
In Ägypten waren Ende 2024 Windkraftanlagen (WKA) mit einer Gesamtleistung von 2.855 MW in Betrieb. 2013 und 2014 waren es 555 MW gewesen, 2015 bis 2017 755 MW, 2018: 1.130 MW, 2019: 1.132 MW, 2020: 1.380 MW, 2021: 1.640 MW, 2022: 1.643 MW und 2023: 2.062 MW.